# Elecciones generales de Costa Rica de 1923
En las elecciones presidenciales de Costa Rica de 1923 el candidato republicano, el expresidente Ricardo Jiménez Oreamuno obtuvo el mayor número de votos, pero no la mayoría absoluta, por lo que el Congreso Constitucional hubo de decidir la elección entre él y Alberto Echandi Montero, candidato del Partido Agrícola. Con el apoyo del Partido Reformista, encabezado por el general Jorge Volio Jiménez, el Partido Republicano logró hacer triunfar su nombre en el Congreso y se le declaró elegido para el período 1924-1928.

## Antecedentes y primarias
El recién fundado Agrícola escoge su candidato presidencial en una convención realizada en el Teatro El Trébol entre el aristócrata Alberto Echandi Montero y el expresidente Rafael Yglesias Castro, recibiendo 231 y 123 votos respectivamente, si bien Yglesias había pedido a los asistentes apoyar a Echandi pues pensaba retirarse de la política (murió un año después).
En el Partido Republicano las bases se empeñan en convencer al expresidente Ricardo Jiménez Oreamuno para que acepte la candidatura, pero este se encuentra reacio. Una vez convencido afirmó: «Ustedes no van conmigo, yo voy con ustedes» y «...si me lleva el diablo, voy bien acompañado».
El otro partido nuevo que surge es el Partido Reformista del exsacerdote y militar Jorge Volio, y que es considerado el primer partido político «social» de Costa Rica, ya que fue el primero que se insertó realmente entre y desde las clases populares, inspirado por el socialcristianismo de Volio.

## Campaña
Tanto los republicanos como los reformistas concentraban sus baterías contra la candidatura de Echandi, a quien consideraban representante de las clases más privilegiadas, además de que lo acusaban de «tinoquista». Echandi, por su parte, se enfocaba en atacar a Volio a quien acusaba de ser un títere de Jiménez y de que su partido había sido fundado como trampa electoral de los republicanos, también ponían en duda la constitucionalidad de la candidatura de Volio ya que la Constitución prohibía a los sacerdotes católicos ser presidentes (aun cuando Volio ya había renunciado a su sacerdocio). Debido al pasado guerrillero de Volio y al abandono de sus hábitos fue comparado con Judas, Martín Lutero y Pancho Villa.
Jiménez, por su parte, no atacaba a los reformistas, por el contrario afirmaba: «El echandismo es el adversario, porque los reformistas no los conceptúo como tales. Ambos partidos, el Republicano y el Reformista, son planetas que giran en torno a un mismo sol de ideales. (...) Si la opinión nos favorece diremos los republicanos; hemos ganado. Si la opinión se inclina al lado de los reformistas podremos decir que los republicanos no hemos perdido».
Jiménez lograría 46% de los votos, Echandi 29% y Volio 20% (resultado bastante sorpresivo dado que era un partido con menos de un año de fundado). Debido a que ningún candidato obtuvo suficientes votos para ganar en primera ronda (50%) correspondía al Congreso Constitucional (parlamento) escoger al presidente.

## Composición del Congreso y elección
Las elecciones legislativas de 1923 se realizaron al mismo tiempo que las presidenciales, el 2 de diciembre de 1923.    Fueron particularmente trascendentes ya que en las elecciones presidenciales ninguno de los candidatos obtuvo mayoría, por lo que correspondía al Congreso designar al presidente, lo cual llevó a extensas negociaciones entre los tres partidos que participaron en la elección el Republicano, el Agrícola y el Reformista. Al final, republicanos y reformistas logran un acuerdo y designan presidente al candidato republicano Ricardo Jiménez Oreamuno y vicepresidente al reformista Jorge Volio Jiménez, así como un gabinete conjunto, esto por cuanto el candidato agrícola Alberto Echandi Montero era visto tanto por los liberales republicanos como por los izquierdistas reformistas como demasiado conservador.
En aquella época la mitad del Congreso se mantenía por dos años más y la otra mitad se renovaba. El Partido Republicano logró once nuevos diputados, los agrícolas obtuvieron ocho y los reformistas cuatro, que sumados a los ya en funciones (incluidos Jiménez y Volio) serían; 20 diputados agrícolas, 18 republicanos y 5 reformistas para un total de 43. Era claro que el voto decisivo sería de los reformistas pues los agrícolas, aún con mayoría, no tenían suficientes votos para elegir solos al presidente. 
Durante el conteo de votos el reformista Lorenzo Cambronero organiza un levantamiento popular en San Ramón, que es sofocado por el gobierno sin mayor impacto, pero que provoca la anulación de varias mesas electorales que favorecían al echandismo, lo que hizo que éste perdiera dos diputados que fueron a parar al Republicano y al Reformista, por lo que los echandistas acusaron de fraude electoral.
Tras exhaustivas negociaciones finalmente republicanos y reformistas llegan a un acuerdo, la presidencia para Jiménez y la vicepresidencia para Volio, además de las carteras de Educación y Fomento para los reformistas y el apoyo a varias de sus propuestas programáticas. Los agrícolas intentan romper el quorum pero la presencia de un único diputado agrícola, Gerardo Zúñiga Montúfar, lo impide. Montúfar afirmó que era su deber constitucional asistir. Jiménez fue elegido como se esperaba con los votos conjuntos de las bancadas republicana y reformista, pues Echandi solo obtuvo un voto (el de Montúfar). Cuando los seguidores de Echandi le instigaron a desconocer los resultados y organizar una revuelta, Echandi respondió: 

«La presidencia de la República no vale una sola gota de sangre de un solo costarricense.»

Es así como Ricardo Jiménez Oreamuno logra convertirse por segunda (pero no última) vez en presidente de Costa Rica.

## Resultados

### Presidente
| Voto popular | Voto popular | Voto popular | Voto popular | Voto popular |
| ------------ | ------------ | ------------ | ------------ | ------------ |
|              |              |              |              |              |
| Jiménez      | Jiménez      |              | 42.5 %       | 42.5 %       |
| Echandi      | Echandi      |              | 37.3 %       | 37.3 %       |
| Volio        | Volio        |              | 20.1 %       | 20.1 %       |

| Candidato       | Candidato                | Partido     | Votos  | %    |
| --------------- | ------------------------ | ----------- | ------ | ---- |
|                 | Ricardo Jiménez Oreamuno | Republicano | 29,843 | 42.5 |
|                 | Alberto Echandi Montero  | Agrícola    | 26,244 | 37.3 |
|                 | Jorge Volio Jiménez      | Reformista  | 14,132 | 20.1 |
| Nulos           | Nulos                    | Nulos       | 10     | -    |
| Total           | Total                    | Total       | 70,219 | 100  |
| Fuente: Nohlen; |                          |             |        |      |

| San José   | 41.53 | 32.35 | 26.11 |
| Alajuela   | 31.56 | 47.98 | 20.50 |
| Cartago    | 54.27 | 28.85 | 16.86 |
| Heredia    | 36.54 | 39.47 | 23.97 |
| Guanacaste | 53.22 | 39.22 | 7.54  |
| Puntarenas | 47.30 | 42.93 | 9.76  |
| Limón      | 44.38 | 31.48 | 24.13 |
| Total      | 42.5  | 37.3  | 20.1  |
| Fuente:    |       |       |       |

#### Designación de Ricardo Jiménez Oreamuno
| First Designate to the Presidency of the Republic Ricardo Jiménez Oreamuno (Republicano) |                                       |                   |
| Boleta →                                                                                 | Boleta →                              | 1 de mayo de 1913 |
| Mayoría necesaria →                                                                      | Mayoría necesaria →                   | Absoluta 15       |
|                                                                                          | Sí• Republicano (17) • Reformista (5) | 22/43             |
|                                                                                          | No• Agrícola (1)                      | 1/43              |
|                                                                                          | Blanco• Republicano (1)               | 1/43              |
|                                                                                          | Ausentes• Agrícola (19)               | 20/43             |
| Fuentes                                                                                  |                                       |                   |

### Congreso
| Voto popular | Voto popular | Voto popular | Voto popular | Voto popular |
| ------------ | ------------ | ------------ | ------------ | ------------ |
|              |              |              |              |              |
| Republicano  | Republicano  |              | 51.5 %       | 51.5 %       |
| Agrícola     | Agrícola     |              | 31.5 %       | 31.5 %       |
| Reformista   | Reformista   |              | 17.0 %       | 17.0 %       |

| Escaños electos | Escaños electos | Escaños electos | Escaños electos | Escaños electos |
| --------------- | --------------- | --------------- | --------------- | --------------- |
|                 |                 |                 |                 |                 |
| Republicano     | Republicano     |                 | 47.82 %         | 47.82 %         |
| Agrícola        | Agrícola        |                 | 34.78 %         | 34.78 %         |
| Reformista      | Reformista      |                 | 17.39 %         | 17.39 %         |

| Totales     | Totales     | Totales | Totales | Totales |
| ----------- | ----------- | ------- | ------- | ------- |
|             |             |         |         |         |
| Agrícola    | Agrícola    |         | 46.51 % | 46.51 % |
| Republicano | Republicano |         | 41.86 % | 41.86 % |
| Reformista  | Reformista  |         | 11.62 % | 11.62 % |

| Composición del congreso de Costa Rica en 1923 |             |        |      |                  |                 |
| Partido                                        | Partido     | Votos  | %    | Escaños elegidos | Escaños totales |
|                                                | Republicano | 42,568 | 51.5 | 11               | 18              |
|                                                | Agrícola    | 26,034 | 31.5 | 8                | 20              |
|                                                | Reformista  | 14,115 | 17.0 | 4                | 5               |
| Nulos                                          | Nulos       | 0      | -    | -                | -               |
| Total                                          | Total       | 82,717 | 100  | 23               | 43              |
| Fuente: García                                 |             |        |      |                  |                 |